# Рудник Хінатуан
Рудник Хінатуан — гірничодобувне підприємство на острові Хінатуан, що лежить у Філіппінському морі біля північно-східного завершення острова Мінданао. Також відомий як рудник Таганаан.
Розробкою покладів нікелевих руд на Хінатуані опікується компанія Nickel Asia Corporation (NAC, належить місцевим бізнесменам з родини Замора) через свою 100 % доньку Hinatuan Mining Corporation, створену в 1979-му, яка набула права на розробку родовища Таганаан у 1980-му.
Оскільки рудні пласти залягають у приповерхневій зоні (на глибині від 5 до 30 метрів), видобуток ведуть відкритим способом, при цьому станом на початок 2020-х рудник займає більшу частину острова. До початку розробки нікелевих покладів Ханатуан не мав населення, що допомогло уникнути суперечок з противниками видобутку (як це, наприклад, відбулось з рудником Манікуані). Протягом року руда накопичується, тоді як відправка продукції споживачам відбувається лише влітку через вимоги до вологості продукту. Транспортування відбувається суднами-рудовозами, що можуть приймати від 27 до 42 тисяч тонн руди та обладнані грейферними ковшами для переміщення продукції на борт.
Першу партію комерційної руди з Таганаан відвантажили в 1982 році. Станом на 2016 рік накопичений видобуток перевищив 17 млн тонн, тоді як залишкові запаси оцінювались у 15 млн тонн.
У 2017—2019 роках видобуток руди коливався від 2,4 до 2,8 млн тонн. На кінець 2022-го запаси оцінювали в 4,5 млн тонн, а завершення розробки очікувалося в 2023-му. Втім, на ту ж дату проєкт мав ресурси категорій «виміряні» та «показані» оцінені в 11 млн тонн.